# Wendessen (Adelsgeschlecht)

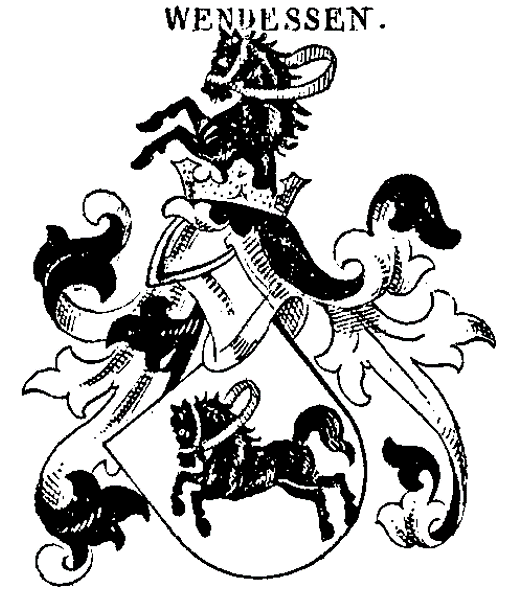
Wappen derer von Wendessen bei Johann Siebmacher

Wendessen ist der Name eines ursprünglich braunschweigischen, später in Sachsen, Mecklenburg und Preußen verbreiteten, heute erloschenen Adelsgeschlechts.

## Geschichte

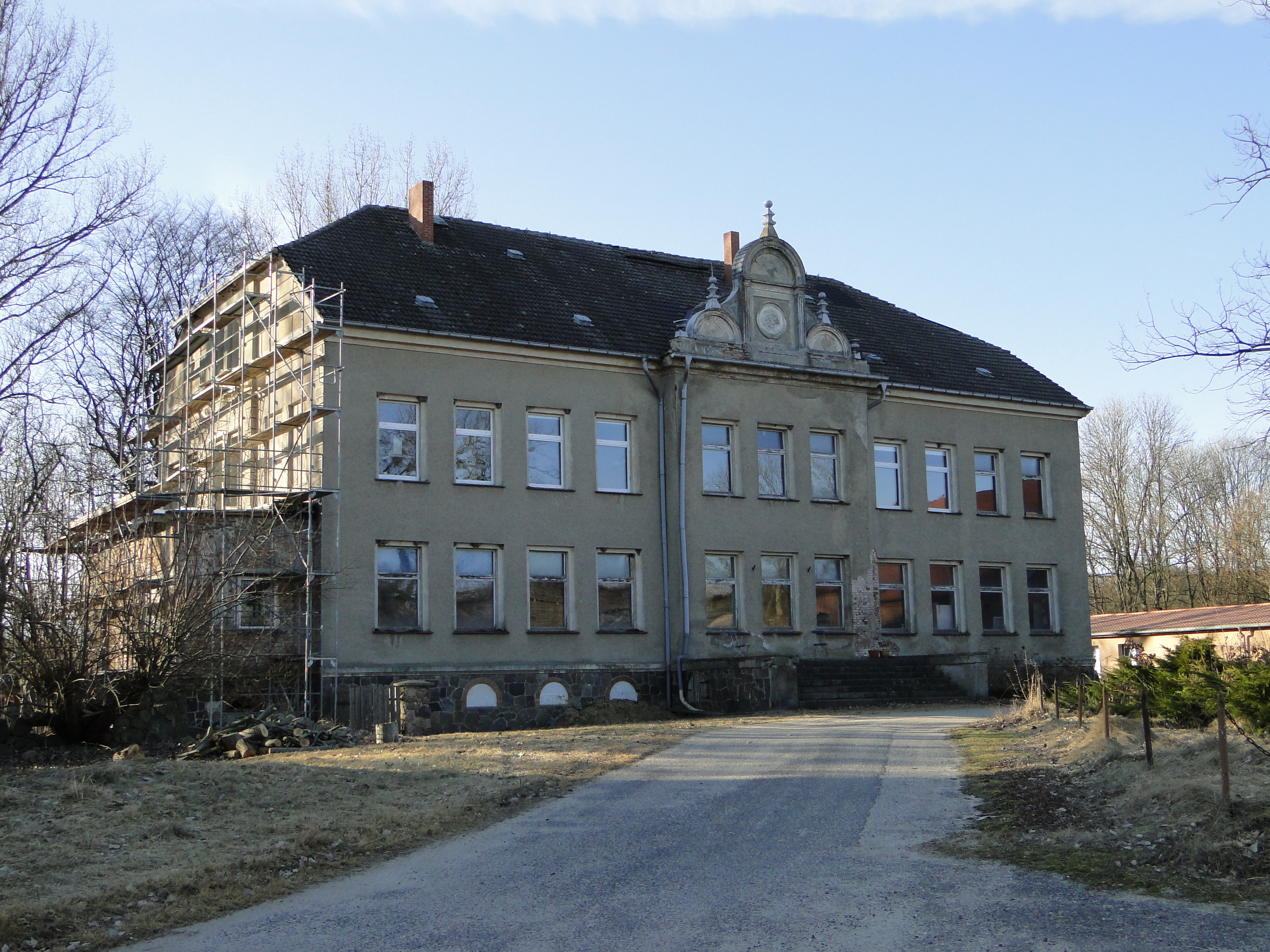
Herrenhaus Lichtenberg (2011)

Das Geschlecht erscheint erstmals urkundlich im Jahre 1375 auf seinem namensstiftenden Stammgut Wendessen. Weiterer Gutsbesitz bestand von 1465 bis 1705 auf Bornum am Elm in Braunschweig, von 1703 bis 1769 auf Würchwitz bei Zeitz, 1826 auf Kirchen-Dombrowka im Kreis Obornik, Posen sowie von 1754 bis 1797 auf Lichtenberg in Mecklenburg-Strelitz. 1754 wurde die Familie in den Mecklenburgischen Adel rezipiert.

## Angehörige
- Balthasar Henning von Wendessen († nach 1755), mecklenburgischer Landrat und Hofmarschall[3] Im Einschreibebuch des Klosters Dobbertin von 1696–1918 befindet sich unter Nr. 503 Leopoldine Henriette Tugendreich von Wendessen, des Majors von Wendessen aus dem Hause Lichtenberg im Strelitzschen Fräulein Tochter, die am 4. November 1770 eingeschrieben wurde.
- Balthasar Ludwig Christian von Wendessen (1724–1797), preußischer Generalleutnant
- Friederike Wilhelmine von Wendessen, verheiratet Gräfin zu Sayn und Wittgenstein-Sayn († 1780),[4] letzte Mätresse des württembergischen Herzogs Eberhard Ludwig,[5] Nachfolgerin der früheren Mätresse Wilhelmine von Grävenitz,[6] mit der sie über deren Mutter, ebenfalls eine Wendessen, verwandt war.[7] Sie und ihr Gatte wurden im Testament des württembergischen Herzogs auch mit einem Kapital von 50.000 Gulden bedacht.[8]

## Wappen
Das Wappen zeigt in Silber, (gelegentlich auf grünem Boden) ein schwarzes aufspringendes oder schreitendes Ross. Auf dem Helm mit schwarz-silbernen Decken das Schildbild wachsend.